# Windmill Hill
Windmill Hill est une enceinte du Néolithique située dans le comté de Wiltshire, en Angleterre. Elle fait partie de l'ensemble de sites du Patrimoine mondial Avebury, à environ 2 km au nord-ouest d'Avebury. D'une superficie de 8,5 ha, c'est l'une des plus grandes enceintes néolithiques reconnues en Grande-Bretagne.

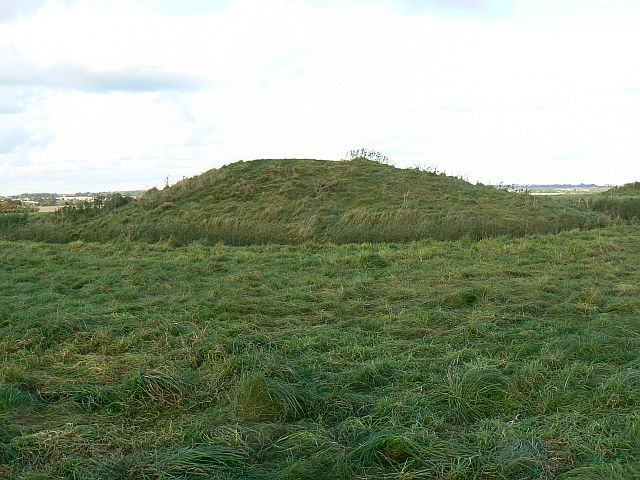
Tumulus du site de Windmill Hill.

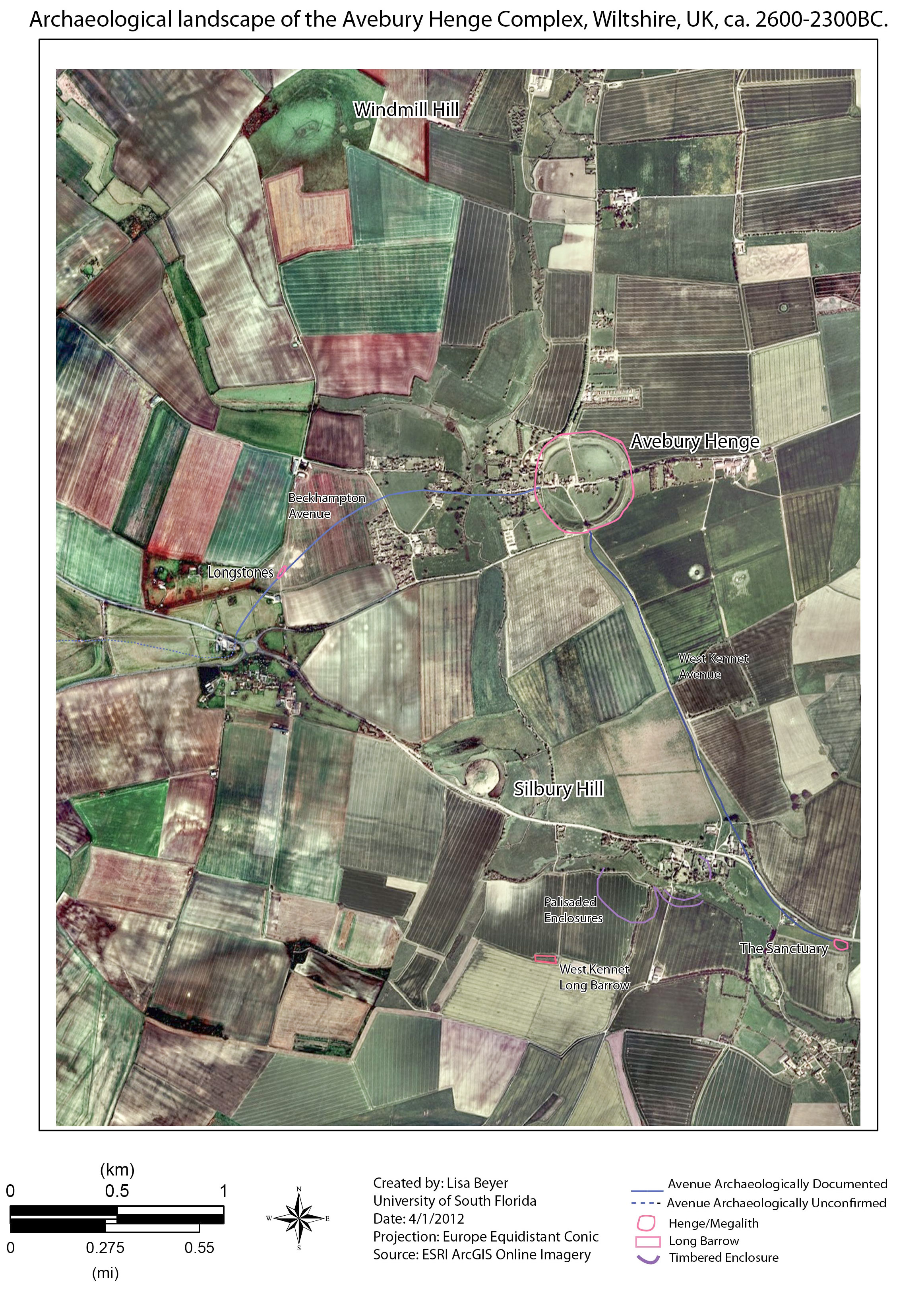
Plan de la zone archéologique d'Avebury

## Historique
Le site a été acheté par Alexandre Keiller en 1924 et fouillé pendant plusieurs saisons, de 1926 à 1929, par Keiller et Harold St George Gray. Leurs travaux l'ont établi comme le site type pour les causewayed camps (terme anglais). Aujourd'hui, ce type de site est connu en français sous le nom d'« enceintes à fossé interrompu ».

## Description
Le site semble avoir été occupé pour la première fois vers 3800 av. J.-C., ce que suggère une série de fosses apparemment creusées par une société agraire utilisant de la poterie de type Hembury.
Au cours d'une phase ultérieure, vers 3300 av. J.-C., trois fossés segmentés concentriques ont été creusés autour du sommet de la colline, le fossé le plus externe ayant un diamètre de 365 mètres. Les chaussées, c'est-à-dire les structures en terre qui interrompent les fossés, ont une largeur variant de quelques centimètres à 7 m. Le remblai issu des fossés a permis la création de talus internes. Les fossés les plus profonds et les talus les plus grands se trouvent sur le circuit extérieur.
Un tumulus de l'âge du bronze, de type Bell Barrow, fut ensuite construit entre les deux anneaux intérieur et central.

## Céramique
La poterie trouvée dans les couches les plus profondes des fossés était typique de la culture de Windmill Hill. Les couches d'occupation plus récentes contenaient de la vaisselle de type Peterborough précoce, puis des variétés Mortlake et Fengate plus tardives. De grandes quantités d'os, humains et animaux, ont également été récupérés dans le remblai du fossé.
Le camp est resté en usage durant le reste du Néolithique, avec des objets rainurés et des tessons campaniformes découverts dans des dépôts ultérieurs.

## Théorie
Michael Dames a proposé une théorie composite de rituels saisonniers pour tenter d'expliquer Windmill Hill et ses sites associés : West Kennet Long Barrow, l'enceinte de Avebury, le Sanctuaire, et Silbury Hill.